# Wimperzomerelfje
Het wimperzomerelfje (Melangyna labiatarum) is een vliegensoort uit de familie van de zweefvliegen (Syrphidae). De wetenschappelijke naam van de soort is voor het eerst geldig gepubliceerd in 1901 door Verrall.